# Gilland Jones
Gilland Jones, née le 22 juin 1993 à Greenwood en Caroline du Sud, est une actrice américaine.

## Carrière
Elle est principalement connue pour son rôle dans la série Super Hero Family où elle interprète le personnage d'Emily. Elle a aussi fait des apparitions dans des séries de Disney Channel telles que La Vie de croisière de Zack et Cody, Bonne chance Charlie et Les Sorciers de Waverly Place.

## Filmographie

### Cinéma
- 2011 : God Bless America de Bobcat Goldthwait

### Télévision
- 2008 : Les Sorciers de Waverly Place, série (saison 2, épisodes 15 et 17) : Jenny Majorhealey
- 2008 : La Vie de croisière de Zack et Cody, série (saison 1, épisode 15) : Olivia Cabot
- 2010 : Bonne chance Charlie, série (saison 1, épisode 2) : Emma
- 2010 : Super Hero Family, série (épisode 1) : Emily
- 2013 : Suburgatory, série (saison 2, épisodes 10 et 21) : Amber
- 2014 : Les Thunderman, série (saison 1, épisode 17) : Veronica
- 2014 : Longmire, série (saison 3, épisode 4) : Kara